# Bitwa pod Fontenoy
Bitwa pod Fontenoy – starcie zbrojne, które miało miejsce 11 maja 1745 w trakcie wojny francusko-austriackiej (1745–1747).
Starcie zakończyło się zwycięstwem armii francuskiej dowodzonej przez Maurycego Saskiego (naturalnego syna polskiego króla Augusta II) nad oddziałami austriacko-angielsko-holenderskimi. Armia francuska stoczyła bitwę obronną. Atakujące na prawym skrzydle francuskim oddziały holenderskie zostały odparte jeszcze na pierwszej linii francuskiej, natomiast walczące na lewym skrzydle oddziały angielskie przełamały pierwszą linię obrony francuskiej, aby następnie ugrzęznąć na kolejnej. Chory tego dnia Maurycy Saski "kierował przez cały dzień ogniem z noszy, aby wieczorem podnieść się z nich" (!) i ze szpadą w ręku poprowadzić brawurowy kontratak, który rozbił jednostki angielskie, i w konsekwencji zapewnił Francuzom zwycięstwo. 

## Nawiązania w kulturze
- Bitwa pod Fontenoy jest wspominana w "Kubuś Fatalista i jego pan" Denisa Diderota.
- W 1932 poeta Jacques Prévert napisał utwór La Bataille de Fontenoy dla grupy Octobre (opublikowany w 1951 w zbiorze Spectacle).

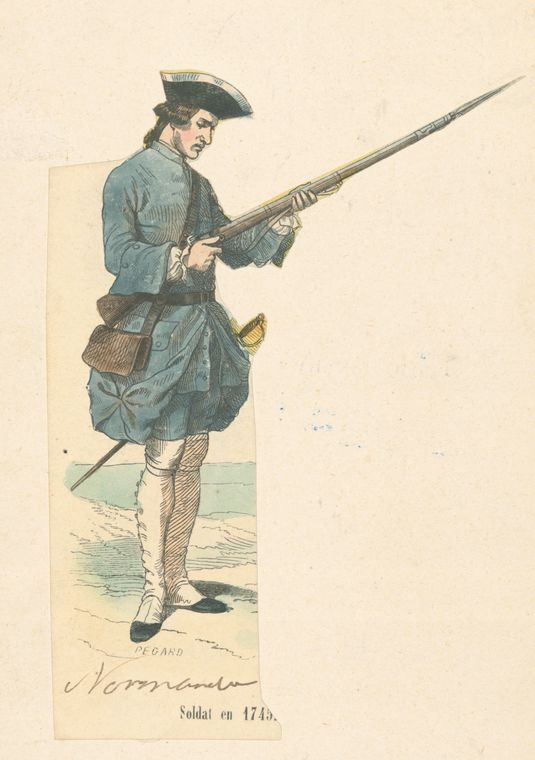
Piechur francuski z 1745
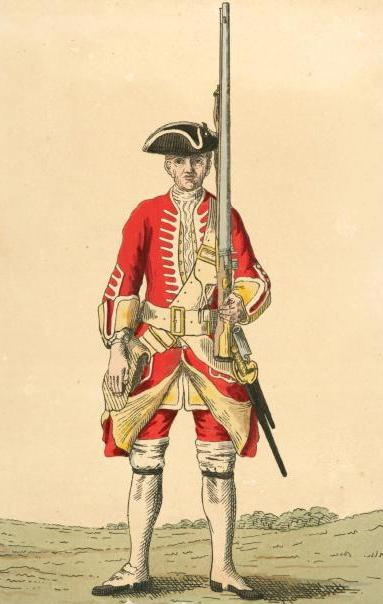
Piechur brytyjski z 20 pułku piechoty